# 四斑鴨嘴蜥魚
四斑鴨嘴蜥魚（学名：Uncisudis quadrimaculata）為輻鰭魚綱仙女魚目帆蜥魚亞目魣蜥魚科的一種，分布於中東大西洋海域，深度500-600公尺，體長可達9.9公分，棲息在中層水域，生活習性不明。